# Barges, Haute-Loire
Barges är en kommun i departementet Haute-Loire i regionen Auvergne-Rhône-Alpes i centrala Frankrike. Kommunen ligger i kantonen Pradelles som tillhör arrondissementet Le Puy-en-Velay. År 2022 hade Barges 106 invånare.

## Befolkningsutveckling
Antalet invånare i kommunen Barges
| Referens: INSEE |